# Bavert
Bavert ist eine Hofschaft im Solinger Stadtbezirk Wald.

## Geographie
Bavert liegt im Südwesten Walds unmittelbar an der Grenze zum Stadtteil Ohligs. Der Ort befindet sich am Baverter Bach, der bei Bavert entspringt und sodann in westlicher Richtung über Garzenhaus verläuft und schließlich bei Schloss Caspersbroich in die Itter mündet. Die Hofschaftsgebäude Baverts entstanden am Nord- und Südhang des Baverter Bachtals zwischen der Haaner Straße im Norden und der Straße Bavert beziehungsweise der Ziegelstraße im Süden. Der sogenannte Baverter Hof, ein denkmalgeschützter Vierseithof aus dem 18. Jahrhundert, befindet sich etwas abseits an der Haaner Straße. Südlich von Bavert liegt das Areal des ehemaligen Unternehmens Kronprinz (heute Accuride), westlich davon das Monhofer Feld mit dem gleichnamigen Industriegebiet. Im Norden liegen die in der Nachkriegszeit entstandenen Wohngebiete am unteren Ende der Altenhofer Straße und der Dieselstraße. Im Osten von Bavert befinden sich Häuschen und Weyer.

## Etymologie
Der Hofschaftsname Bavert leitet sich von einem Gut Baverode ab, lässt sich anhand des Suffixes -rode also auf eine Rodung zurückführen.

## Geschichte
Bavert zählt zu den ältesten Hofschaften im Westen der ehemaligen Stadt Wald. Sie hat schon in der ersten Hälfte des 13. Jahrhunderts bestanden. Ab dem Spätmittelalter (mindestens seit 1220) bis in das 19. Jahrhundert war Bavert Titularort der Honschaft Bavert, einem unteren Verwaltungsbezirk des Kirchspiels Wald innerhalb des bergischen Amtes Solingen. Auch Bavert selbst gehörte dieser Honschaft an. Vor dem Jahre 1300 finden in Urkunden die Herren von Bavert Erwähnung. Im 16. und 17. Jahrhundert ist der Ort als Herkunftsort verschiedener Schwertschmiede bekannt. Der Baverter Bach war nur ein kleines Rinnsal, das nicht ausreichte, um etwa einen Schleifkotten anzutreiben. Daher siedelten sich die Baverter Schmiede und Schleifer an Lochbach und Itter an.:48,49
In dem Kartenwerk Topographia Ducatus Montani von Erich Philipp Ploennies, Blatt Amt Solingen, aus dem Jahre 1715 ist der Ort mit einer Hofstelle verzeichnet und als Bouert benannt. Die Topographische Aufnahme der Rheinlande von 1824 verzeichnet den Ort als Bawert, die Preußische Uraufnahme von 1844 erneut als Bavert. In der Topographischen Karte des Regierungsbezirks Düsseldorf von 1871 ist die Hofschaft ebenfalls als Bavert verzeichnet.
Nach Gründung der Mairien und späteren Bürgermeistereien Anfang des 19. Jahrhunderts wurde Bavert der Bürgermeisterei Merscheid zugeordnet, die 1856 zur Stadt erhoben und im Jahre 1891 in Ohligs umbenannt wurde. Die Honschaft Bavert trat ihre weiteren Wohnplätze Krausen, Friesenhäuschen und Rolsberg zu dieser Zeit an die Walder Honschaft Itter ab und trat daraufhin nicht mehr in Erscheinung.
1815/16 lebten 127 Einwohner, im Jahr 1830 149 Menschen im als Dorf bezeichneten Bavert. Der laut der Statistik und Topographie des Regierungsbezirks Düsseldorf als Hofstadt kategorisierte Ort besaß 1832 21 Wohnhäuser und 28 landwirtschaftliche Gebäude. Zu dieser Zeit lebten 126 Einwohner im Ort, davon sechs katholischen und 120 evangelischen Bekenntnisses. Die Gemeinde- und Gutbezirksstatistik der Rheinprovinz führt den Ort 1871 mit 29 Wohnhäuser und 171 Einwohnern auf. Im Gemeindelexikon für die Provinz Rheinland werden 1885 45 Wohnhäuser mit 273 Einwohnern angegeben, 1895 besitzt der Ort 53 Wohnhäuser mit 361 Einwohnern.
Mit der Städtevereinigung zu Groß-Solingen im Jahre 1929 wurde die Hofschaft ein Ortsteil Solingens. In den 1970er Jahren wurde die Hofschaft durch eine bereichsprägende Baumaßnahme vom Durchgangsverkehr befreit. Die Baverter Straße wurde zwischen Haaner Straße und Kronprinz auf einem neu gebauten Damm über den Baverter Bach geführt, der seither im Westen an dem Hof vorbeiführt. 

Von den vielen verbliebenen, teils verschieferten Fachwerkhäusern in Bavert stehen seit dem Jahre 1984/1985 die Gebäude Bavert 3, 7, 9, 19, 44, 49, 50, 52, 54, 62. 64 sowie der Baverter Hof samt ehemaligem Kuhstall (Haaner Straße 46, 46a, 48. 50, 52, 54. 56) unter Denkmalschutz.

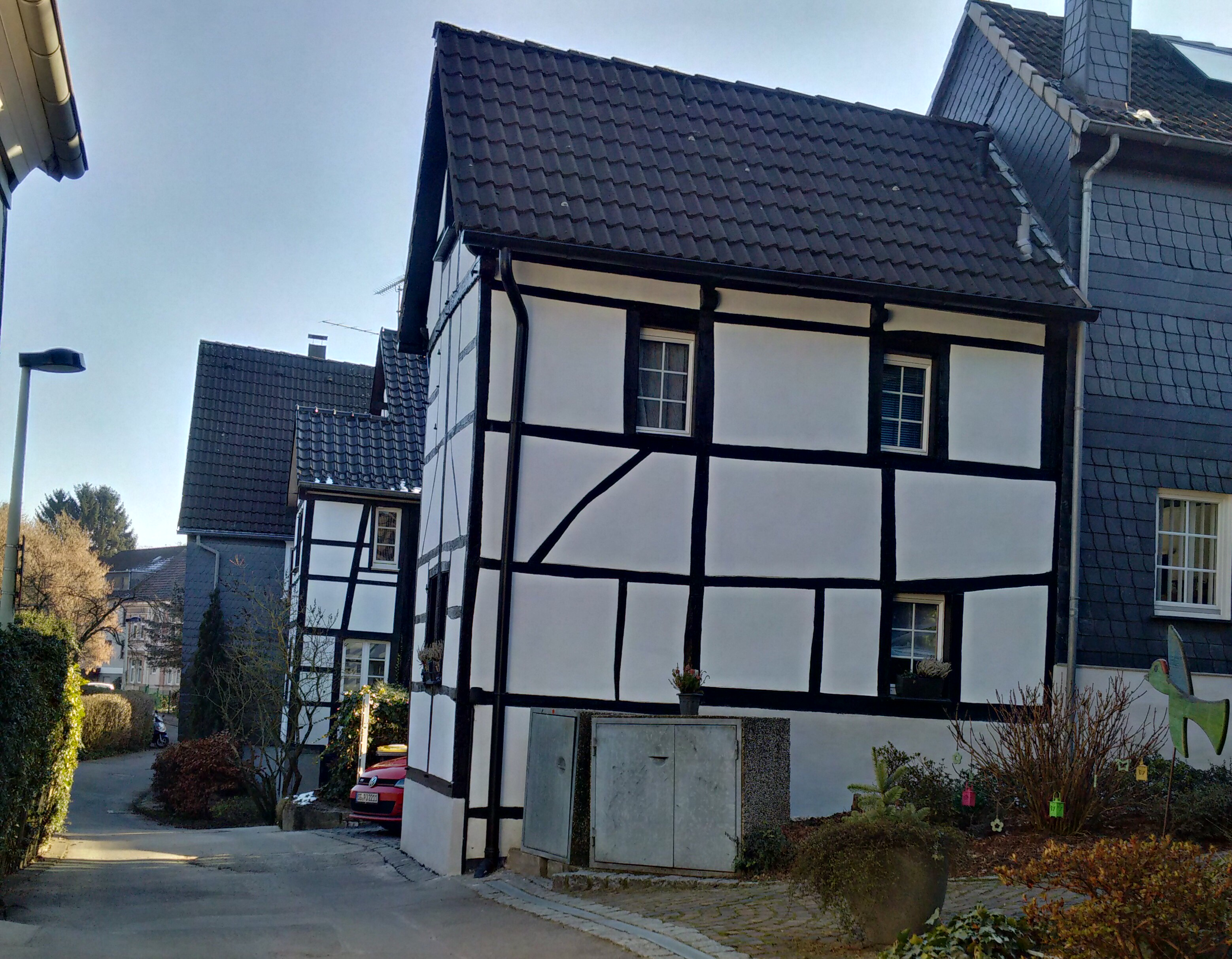
Bavert (südlicher Teil)
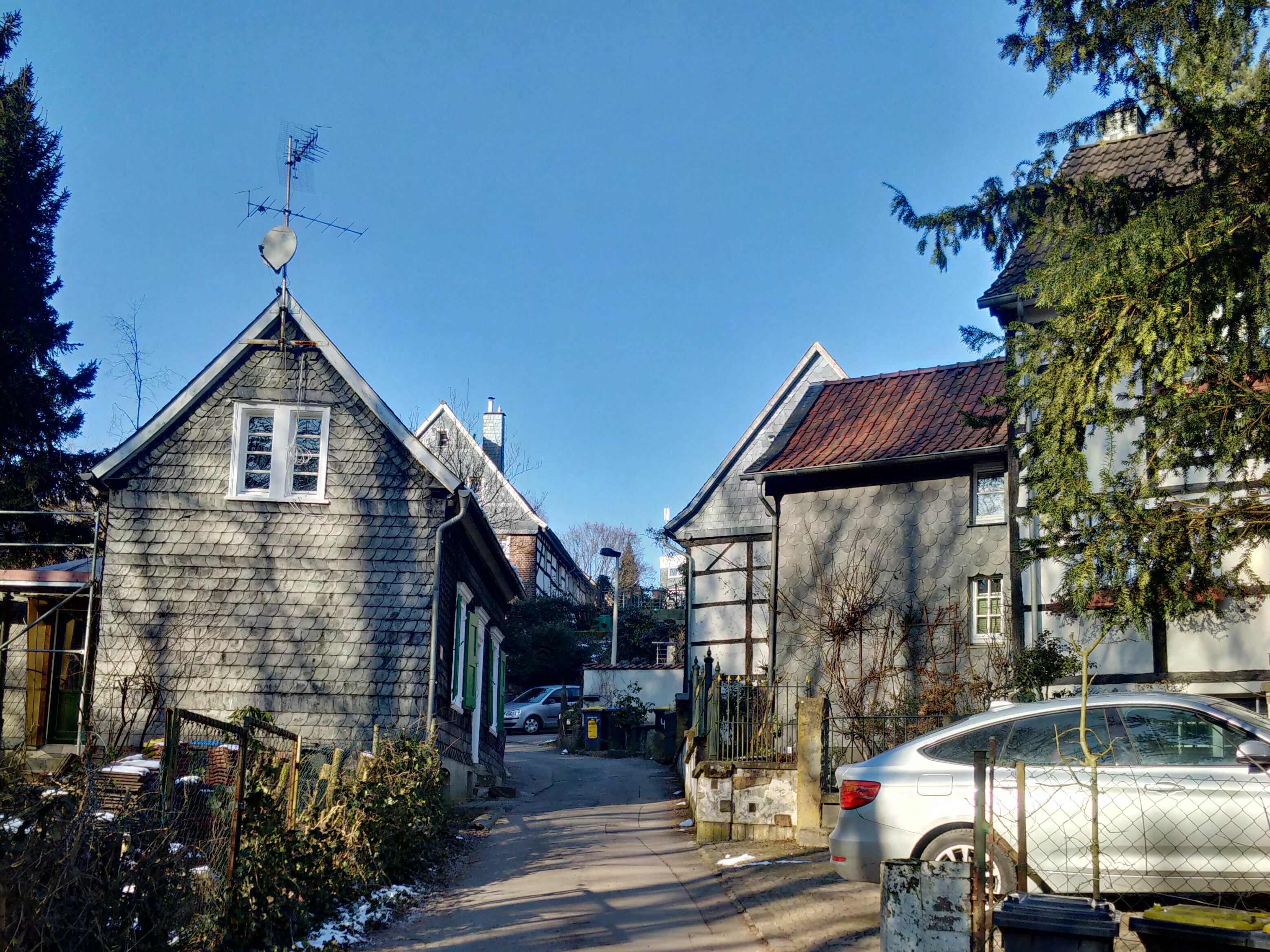
Bavert (nördlicher Teil)
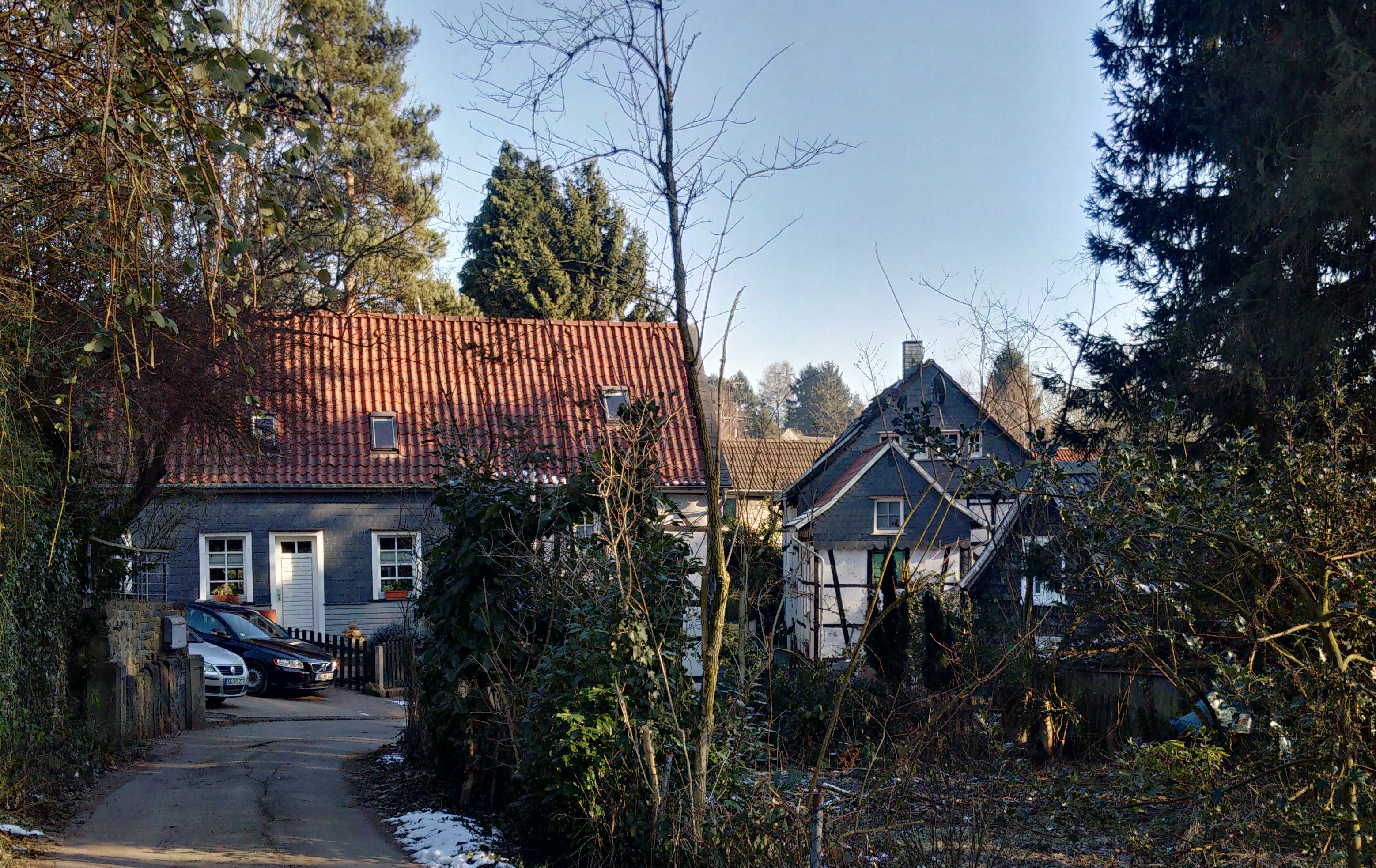
Bavert (nördlicher Teil)
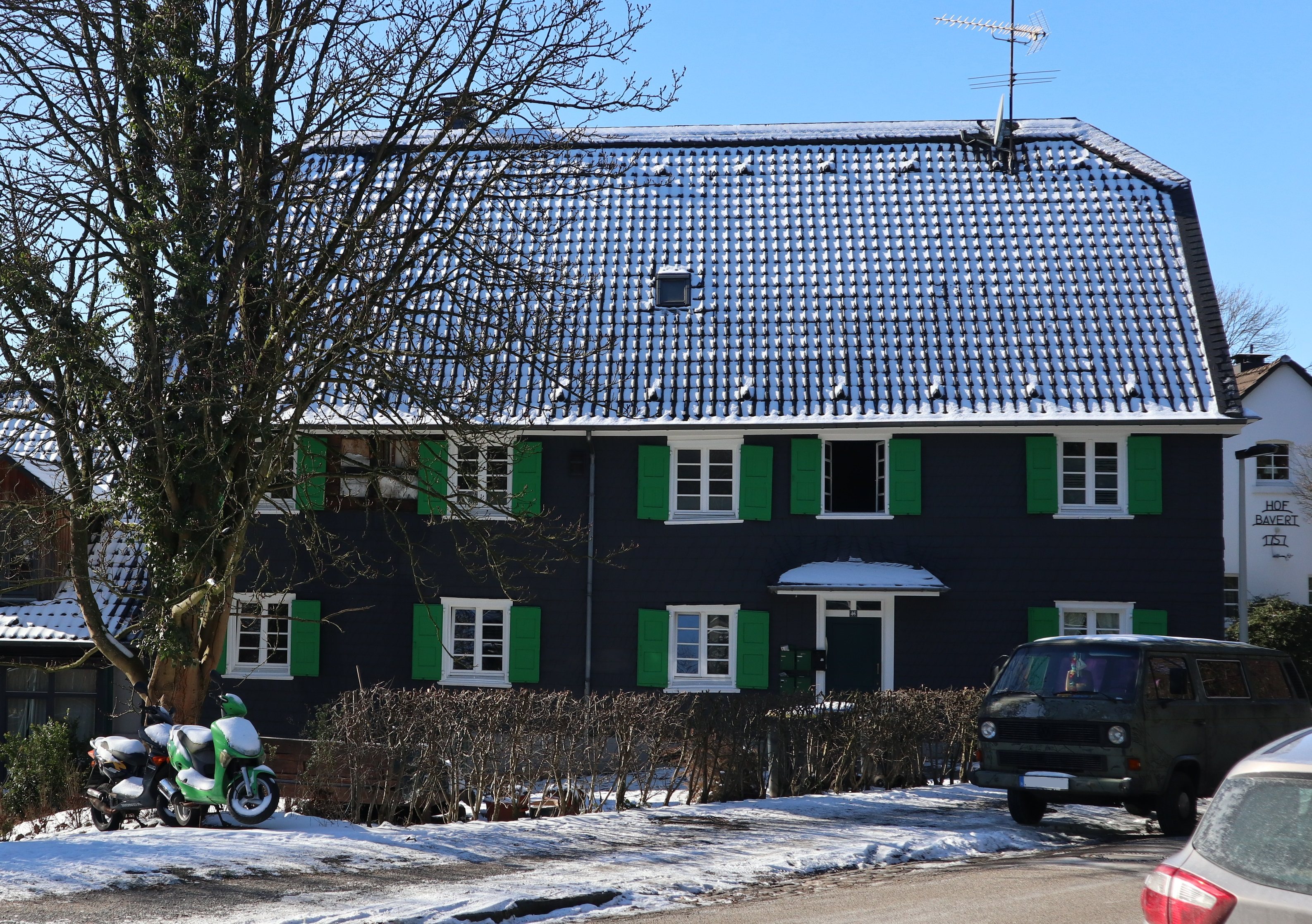
Teil des Baverter Hofes